# Salix boseensis
Salix boseensis ist ein Strauch aus der Gattung der Weiden (Salix) mit anfangs bräunlichen, bereiften und kahlen Zweigen und 6 bis 9 Zentimeter langen Blattspreiten. Das natürliche Verbreitungsgebiet der Art liegt in China.

## Beschreibung
Salix boseensis bildet Sträucher mit bräunlichen, 4 bis 5 Millimeter durchmessenden, kahlen und bereiften jungen Zweigen. Die Laubblätter haben einen bis zu 9 Millimeter langen Stiel. Die bleibenden Nebenblätter sind grünlich, mehr oder weniger länglich oder eiförmig, 3 bis 4 Millimeter lang, kahl und haben einen unregelmäßig drüsig gesägten oder gezähnten Blattrand. Die Blattspreite ist länglich oder verkehrt-eiförmig-länglich, 6 bis 9 Zentimeter lang und 2 bis 3,5 Millimeter breit, mit gerundeter oder stumpfer Spitze, keilförmiger bis mehr oder weniger gerundeter Basis und gekerbt-gesägtem, selten beinahe ganzrandigem Blattrand. Die Blattoberseite ist grün, die Unterseite grünlich, beide Seiten sind kahl. Die etwa 12 lateralen Nervenpaare sind hervortretend.
Männliche Blütenstände sind unbekannt. Die weiblichen Kätzchen wachsen an rötlich braunen, kahlen, 4 bis 5 Zentimeter langen Zweigen, die Laubblätter haben können. Sie stehen aufrecht, sind 7 bis 10 Millimeter lang und haben einen etwa 1 Zentimeter langen Stiel. Die Blütenstandsachse ist grau fein behaart. Die Tragblätter sind braun, unregelmäßig eiförmig oder länglich, 2 bis 3 Millimeter lang, mit gerundeter oder stumpfer Spitze, anfangs grau und zottig behaarter und später verkahlender Blattoberseite und kahler Unterseite. Die weiblichen Blüten haben eine adaxiale Nektardrüse, einen eiförmigen Fruchtknoten, einen unscheinbaren Griffel und zwei kleine, flache, kahle Narben. Als Früchte werden konisch-eiförmige, etwa 5 Millimeter lange Kapseln auf 4 Millimeter langen Stielen gebildet. Die Früchte reifen im Dezember.

## Vorkommen
Das natürliche Verbreitungsgebiet liegt im chinesischen Autonomen Gebiet Guangxi.

## Systematik
Salix boseensis ist eine Art aus der Gattung der Weiden (Salix) in der Familie der Weidengewächse (Salicaceae). Dort wird sie der Sektion Wilsonia zugeordnet. Sie wurde 1984 von Neng Chao erstmals wissenschaftlich beschrieben. Der Gattungsname Salix stammt aus dem Lateinischen und wurde schon von den Römern für verschiedene Weidenarten verwendet.

## Nachweise